# Plebejus isias
Plebejus isias är en fjärilsart som beskrevs av Hans Fruhstorfer 1910. Plebejus isias ingår i släktet Plebejus och familjen juvelvingar. Inga underarter finns listade i Catalogue of Life.